# Лудвиг Гере
Лудвиг Гере (на немски: Ludwig Gehre) е германски офицер от Абвера, участвал в опита за убийство на фюрера Адолф Хитлер от 20 юли 1944 г.

## Биография
Гере е роден в Дюселдорф. Малко подробности са известни от ранните му години и образованието, което получава. Първото позоваване на Гере е, когато той е директор на строителен предприемач. През 1928 г. той публикува проучване на Клаузевиц, по това време започва кариерата си като офицер в Райхсвера.
В началото на Втората световна война Гере е капитан в Абвер (военно разузнаване) при адмирал Вилхелм Канарис. До 1939 г. в Абвера се формира група, която да премахне нацисткия режим и да сложи край на войната. Този кръг включва адмирал Канарис, генерал Лудвиг Бек, Ханс фон Донани, Ханс Остер и Дитрих Бонхьофер, както и Гере.
До март 1943 г. Гере е запознат с подготовката на военната опозиция под Хенинг фон Тресков за убийството на Хитлер. През януари 1944 г. е арестуван Хелмут Джеймс Граф фон Молтке, а през март 1944 г. Гере също е арестуван от Гестапо. Той обаче скоро успява да избяга и да изчезне.
След неуспешният атентат на 20 юли 1944 г. срещу Хитлер, издирването на Гере се увеличава. Той, заедно със съпругата си, се скрива за няколко седмици. По-нататъшно убежище му е осигурено от братята Ханс и Ото Йон. Когато Гере осъзнава, че ще бъде открит от Гестапо на 2 ноември, той застрелва жена си и после насочва оръжието към себе си. Макар че е тежко ранен, оцелява.
На 3 февруари 1945 г. е разрушена сградата на Службата за сигурност на Централния райх на Принц-Албрехт-Щрасе, Берлин. Гере, заедно с Бонхьофер, е изпратен в концентрационния лагер в Бухенвалд. Оттам той е натоварен на превоз на специални задържани в СС и на 5 април е затворен в концентрационния лагер Флосенбюрг. На 9 април 1945 г. след военен съд на СС, Гире и Бонхьофер, заедно с адмирал Канарис, генерал Остер, генерал Сак и капитан Теодор Щрюнк са екзекутирани в лагера чрез обесване.
През 1946 г. лицата, които са участвали във военния съд, са изправени пред съда за убийство. Въпреки това, Ото Торбек, председателстващият офицер, е освободен след обжалване. Решението е отменено от Берлинския държавен съд през 1996 г.